# Півники сибірські
{{#ifeq:0|0|{{#if:|{{#if:Irissibirica|[[]}}|}}}}
Пі́вники сибі́рські (Iris sibirica L.) — багаторічна рослина родини півникових, занесена до Червоної книги України і Білорусі. Декоративна культура.

## Опис

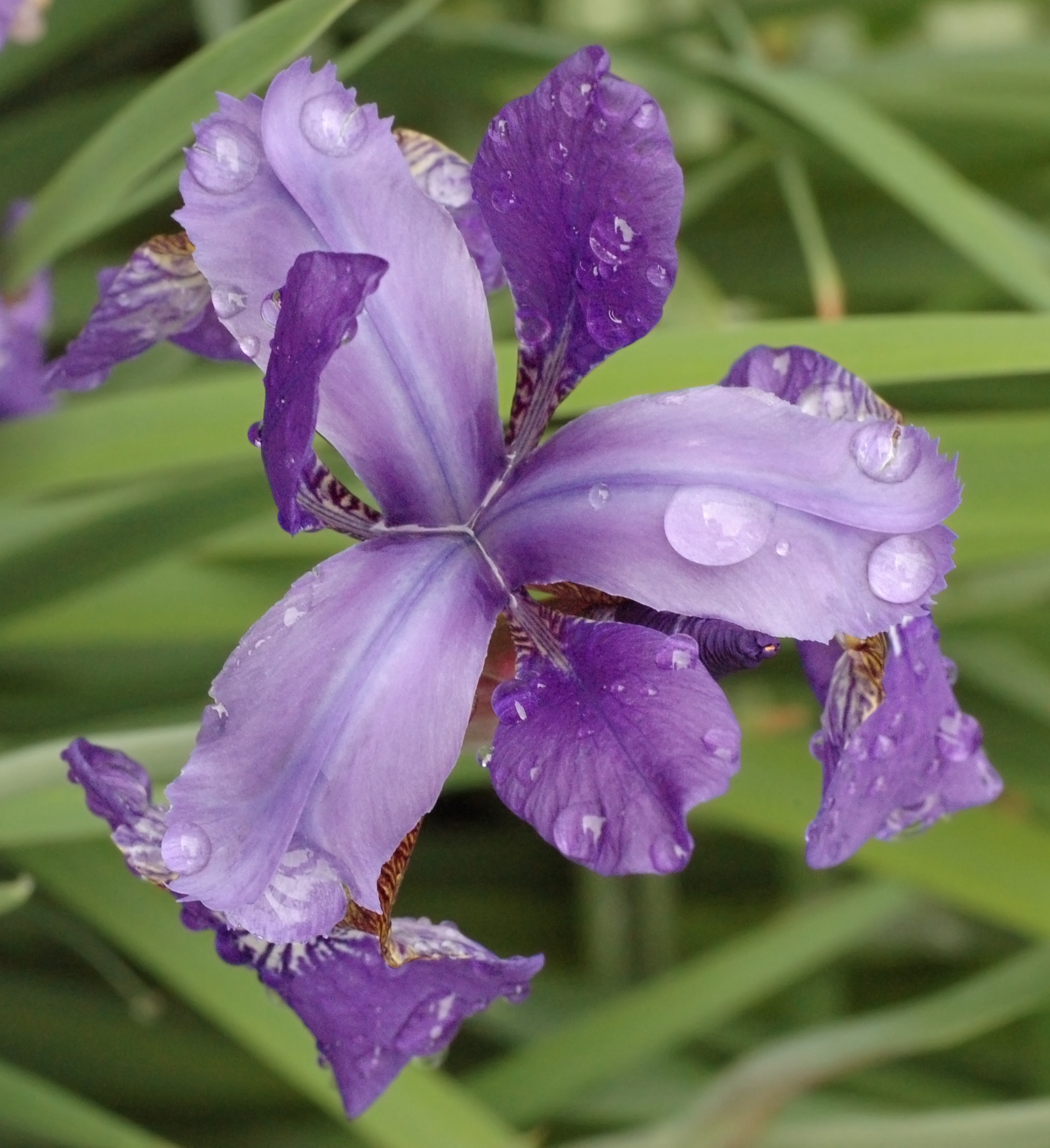
Вигляд квітки зверху

Трав'яниста рослина, 40-100 см заввишки, утворює дернини. Кореневище коротке, завширшки 0,9-1,2 см, повзуче. Стебло заввишки до 80 см, прямовисне, округле в перерізі, пустотіле, при основі вкрите бурими залишками листкових піхов, у верхній частині слабко розгалужене. Прикореневі листки вузьколінійні, мечоподібні, 2-6 см завширшки, 50-60 см завдовжки. Стеблові листки (2-3 штуки) дрібні, при основі стеблеохопні.
Суцвіття складається з 2-3 квіток завширшки 4-7 см. Квітки синьо-фіолетові, зрідка білі, запашні, сидячі, виростають в пазухах зверху коричневих плівчастих приквітків. Зовнішні долі оцвітини обернено-яйцеподібні, блакитні, з коричневим або фіолетовим жилкуванням, внутрішні долі оцвітини прямовисні, еліптичні, яйцеподібні, темно-сині, звужені в блідо-синій «нігтик». Тичинок три.
Плід — видовжено-овальна, тупотригранна коробочка, довжина якої вдвічі перевищує ширину. Насіння численне, сплюснуте, коричневе або світло-сіре.
Число хромосом 2n = 28.

## Екологія
Морозостійка, волого- та світлолюбна рослина, здатна витримувати невелике затінення. Вид загалом невибагливий до типу ґрунтів, але віддає перевагу достатньо зволоженим та перезволоженим, добре гумусованим, нейтральним чи слабокислим. Зростає по берегах річок, на заплавних луках, по краям боліт, у заболочених заростях чагарників, на узліссях листяних і мішаних лісів. Утворює густі скупчення (куртини), які складаються з 50-300 пагонів (з них близько 10 % утворюють квітки).
Розмножується насінням та вегетативно (поділом великих куртин). Квітне в травні-липні, запилюється великими комахами. Плодоносить в липні-серпні. Рослини, що виросли з насіння, починають квітнути у віці 3-5 років.

## Поширення
Бореальний вид, ареал якого охоплює помірні області Євразії — від Франції на заході до Сибіру на сході. Окремі популяції знаходяться за південною межею основного ареалу: в Монголії, Малій Азії, на Кавказі. Вид натуралізований на сході США і в південно-східній Канаді.
В Україні найбільші популяції знайдені на Прикарпатті, Закарпатті, в Поліссі, Розточчі, на заході Подільської височини. Зрідка цей вид трапляється в лісостеповій і степовій зонах, а також в Криму (Долгоруківська яйла).

## Значення і статус виду
В Україні півники сибірські знаходяться на південній межі ареалу, тому є рідкісними і вразливими. Їх знищенню сприяють збирання квітів для букетів, викошування та осушення боліт і заплавних луків. Вид охороняють у наступних заповідниках і національних парках: Карпатському, Канівському, Дніпровсько-Орільському, Поліському, Шацькому, Нобельському та Деснянсько-Старогутському НПП.
Півники сибірські добре відомі як декоративна рослина. Хоча вони й поступаються в популярності бородатим півникам, проте широко розповсюджені в північних регіонах, де більшість теплолюбних сортів ушкоджується морозами. Крім того, вони невибагливі в культурі і довговічні. Більшість сучасних сортів сибірських півників американської або німецької селекції отримано шляхом міжвидової гібридизації з іншими видами цього ж роду. Квітникарі відносять їх до секції Limniris, серії Sibiricae. Порівняно з дикими рослинами сортові сибірські півники більш високі (60-120 см) та мають різноманітне забарвлення квіток, нерідко — двокольорове. Втім серед них є і карликові сорти.
| №  | Назва                   | Висота, см | Строк цвітіння | Основні кольори квітки   |
| 1  | 'Adolf Svoboda'         | 122        | середній       | блакитний, фіолетовий    |
| 2  | 'Another Pretty Face'   | 70         | середній       | синьо-фіолетовий, жовтий |
| 3  | 'Blaues Finale'         | 70         | пізній         | блакитний                |
| 4  | 'Butter And Sugar'      | 68-70      | середній       | жовтий, білий            |
| 5  | 'Cambridge'             | 90         | середній       | синій                    |
| 6  | 'Coronation Anthem'     | 80         | середній       | синій                    |
| 7  | 'Dance Ballerina Dance' | 70         | —              | бузково-рожевий          |
| 8  | 'Dancing Nanou'         | 84         | —              | фіолетово-синій          |
| 9  | 'Dotted Line'           | 60-76      |                | фіолетово-синій          |
| 10 | 'Ego'                   | 80         | середній       | синій                    |
| 11 | 'Eric The Red'          | —          | —              | червоно-фіолетовий       |
| 12 | 'Hoehenflug'            | 150-160    | —              | синій                    |
| 13 | 'Jewelled Crown'        | 60         | середній       | винно-червоний           |
| 14 | 'Lady Of Quality'       | 86         | —              | фіолетово-блакитний      |
| 15 | 'Lady Vanessa'          | 90         | середній       | червоно-фіолетовий       |
| 16 | 'Lake Keuka'            | 80         | середній       | фіолетово-синій          |
| 17 | 'Over In Gloryland'     | 86         | середній       | темно-пурпурово-синій    |
| 18 | 'Plum Frolic'           | 70         | середній       | червоно-фіолетовий       |
| 19 | 'Ray Jeffs'             | 80-90      | —              | фіолетово-синій          |
| 20 | 'Sailor's Fancy'        | 84         | середній       | фіолетово-блакитний      |
| 21 | 'Silberkante'           | 75         | —              | темно-синій              |
| 22 | 'Strawberry Fair'       | 74         | пізній         | фіолетово-рожевий        |
| 23 | 'Swank'                 | 80         | —              | темно-синій              |
| 24 | 'Temper Tantrum'        | 97         | середній       | бузковий                 |

## Синоніми
- Iris nertchinskia Lodd.
- Iris sanguinea
- Iris sibirica підвид sanguinea — півники сибірські криваві
- Iris thunbergii C.E.Lundstr.

## Галерея

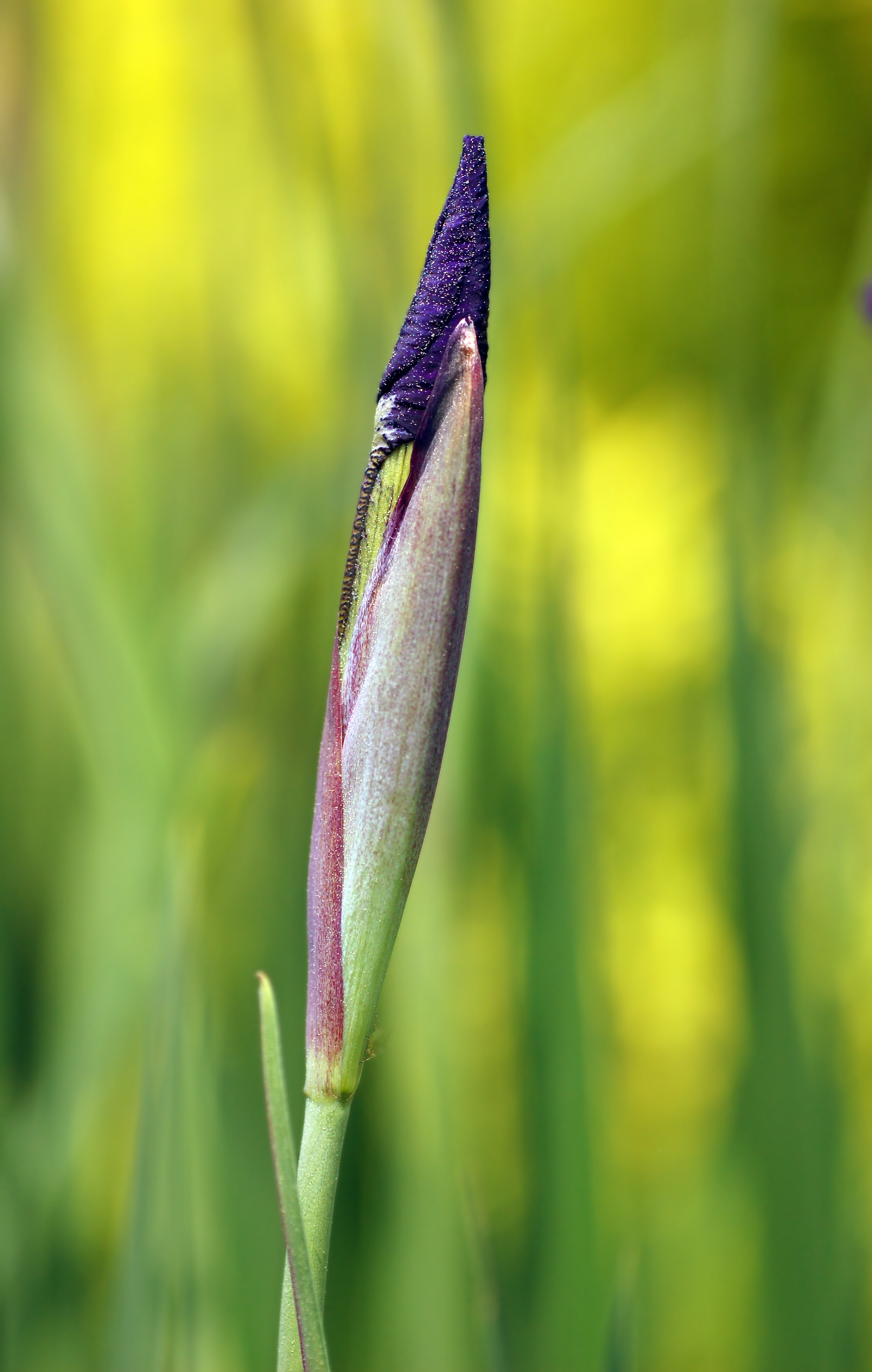
Пуп'янок
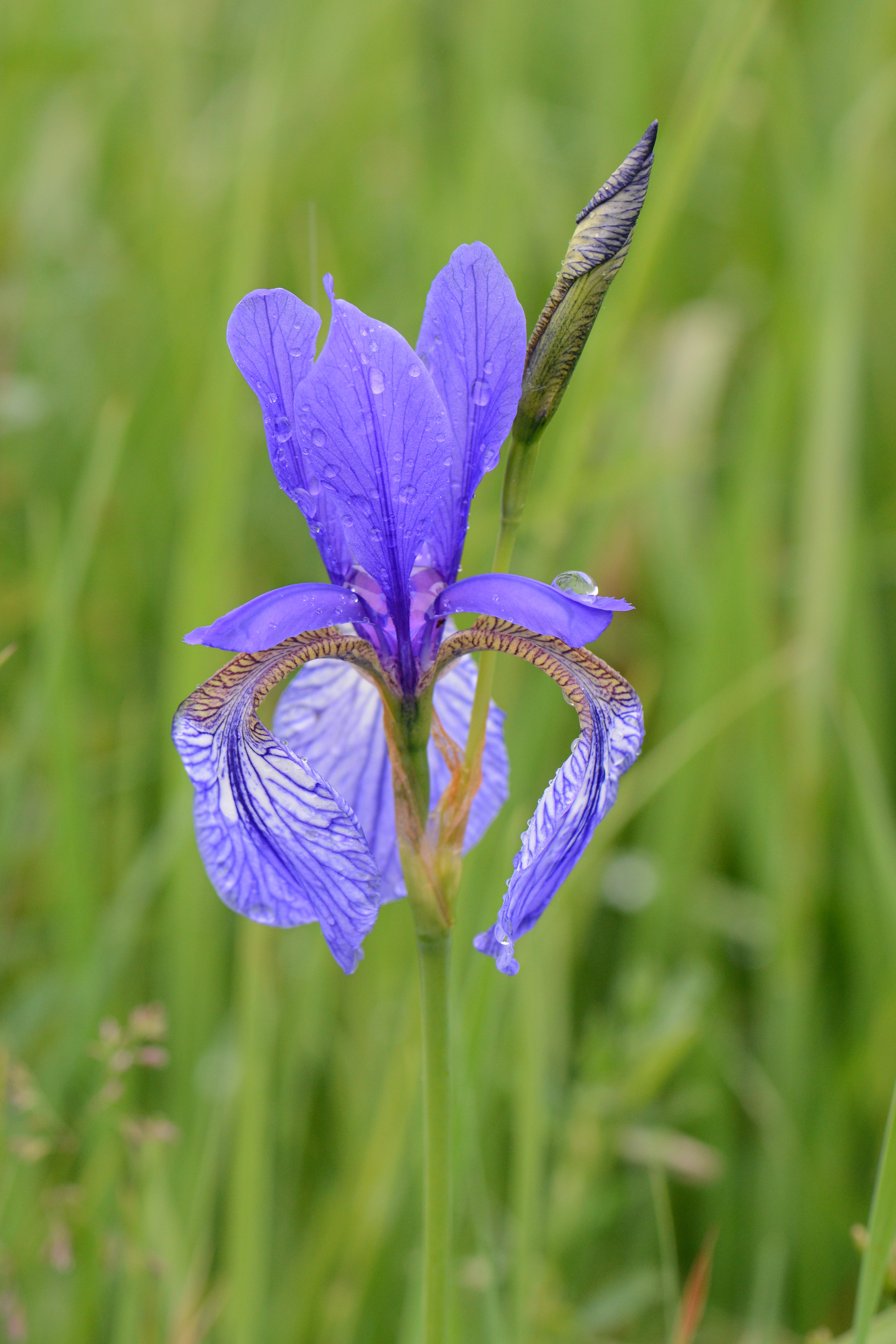
Дикоросла квітка
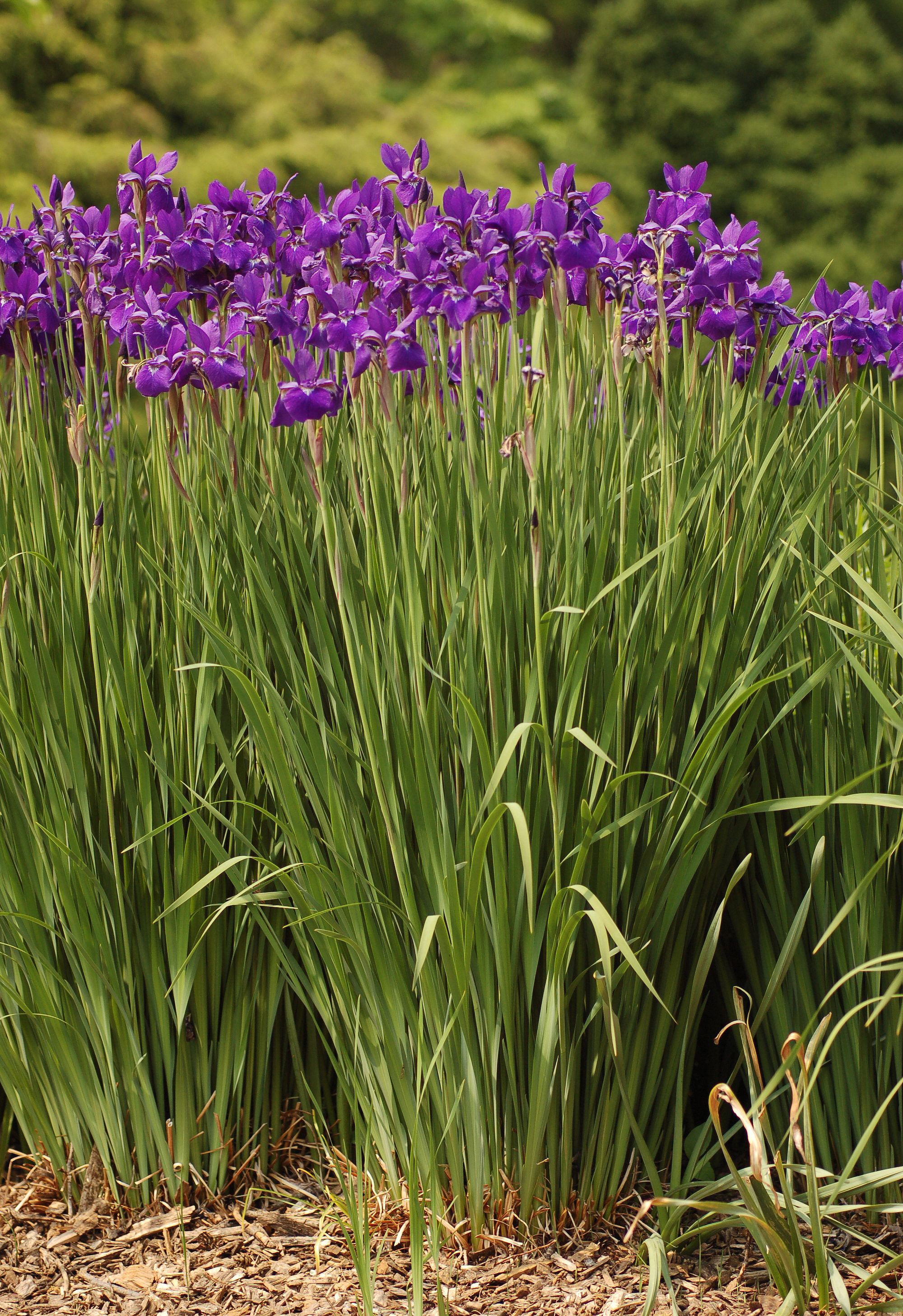
Півники сибірські криваві
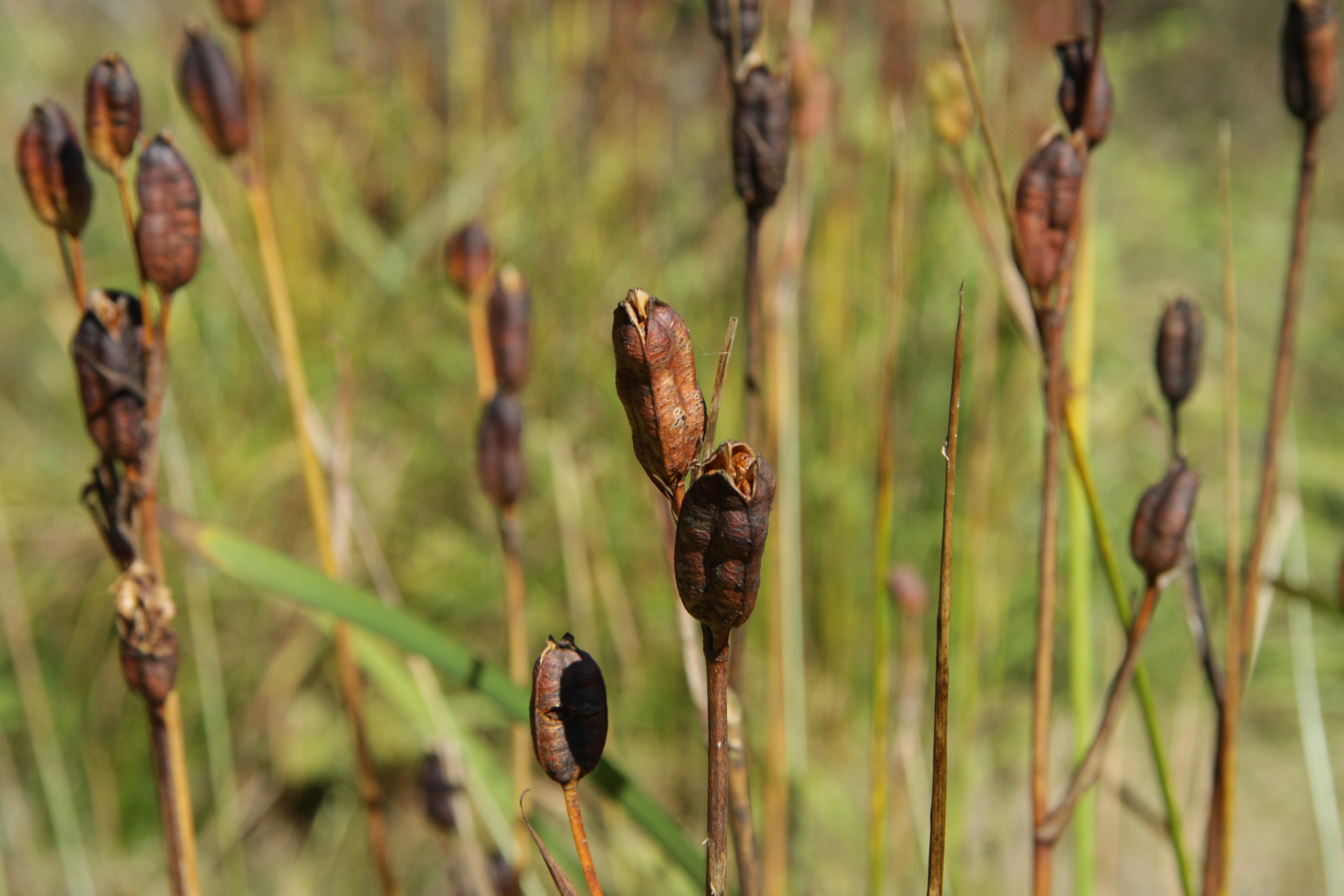
Плоди
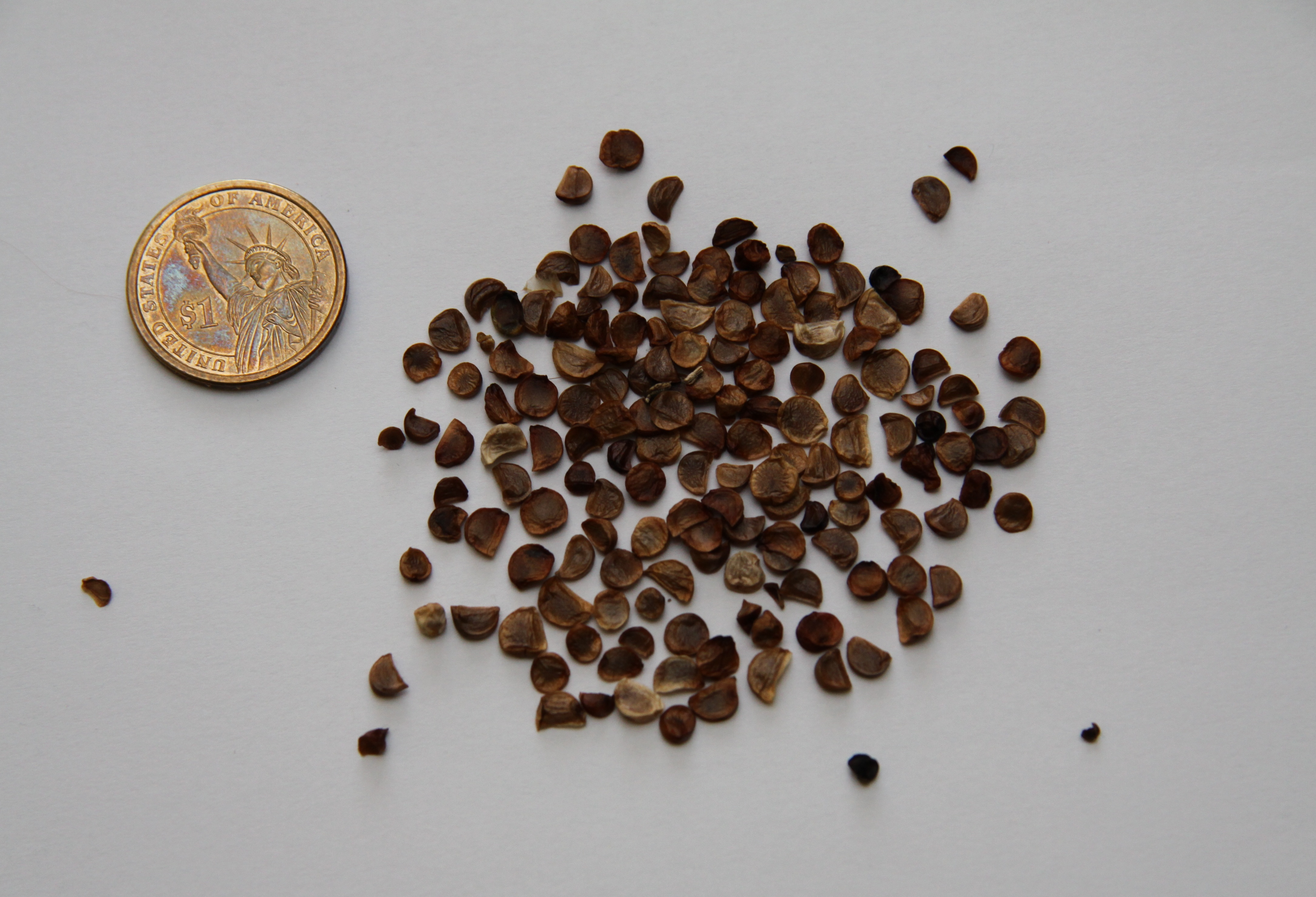
Насіння
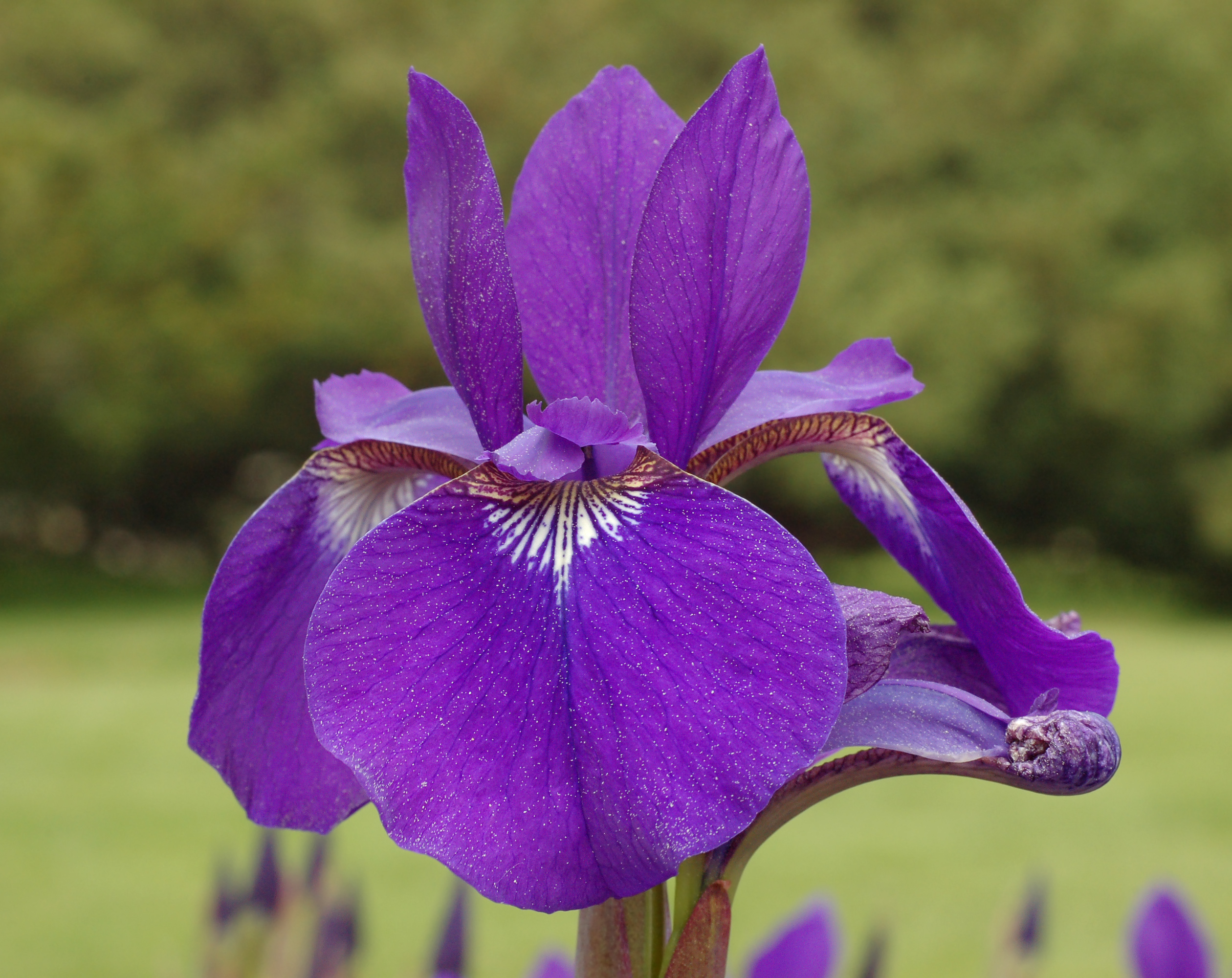
Сортова квітка